# Gotfried van de Alemannen

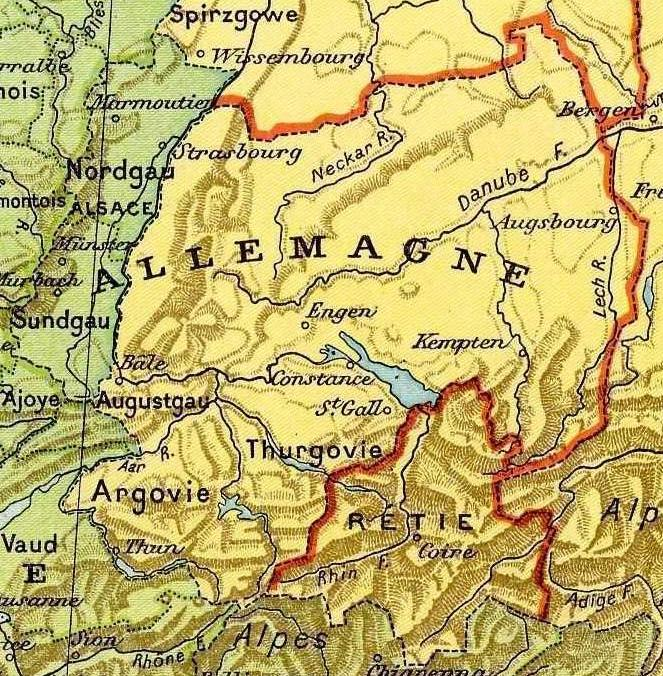
Allemannië in de Frankische tijd

Gotfried (ca. 640 – 709) was hertog van de Alemannen. Hij was getrouwd met een dochter van Theodo I van Beieren.
In de tijd van Gotfried waren de Alemannen in naam nog een onafhankelijk volk, hoewel ze werden gedomineerd door Austrasië. Het bewind van Gotfried werd gekenmerkt door voortdurend conflict met de Franken om die onafhankelijkheid zo veel mogelijk te behouden. Hoewel ook de Elzas tot het gebied van de Alemannen hoort, was dat onder Eticho I in feite een onafhankelijk hertogdom geworden.
Van Gotfried is verder bekend dat hij te Cannstatt (er worden meerdere data genoemd tussen 700 en 708) Biberburg aan de Abdij van Sankt Gallen schenkt. In Cannstatt (tegenwoordig een wijk in Stuttgart) ligt een oud Romeins fort, dat vermoedelijk door Gotfried als residentie werd gebruikt.
Gotfried en zijn vrouw hadden de volgende kinderen:
- Lantfrid van Allemannië, werd met hulp van Pepijn van Herstal samen met Theudebald hertog
- Theudebald, regeerde na de dood van zijn broer alleen als hertog
- Huoching, graaf en vader van hertog Hnabi
- Odilo van Beieren
- Regarde, getrouwd met Hildebrand van de Longobarden
- Liutfrid.

Lantfrid en Theudebald bleven zich verzetten tegen de Frankische overheersing. Dit leidde tot meerdere oorlogen waarin de Alemannen werden verslagen. Na de dood van Theudebald (745) hielden de Frankische overwinnaars onder leiding van Carloman te Cannstatt, nu een deel van Stuttgart, een hofdag. Tijdeze deze zogenaamde Bloedraad van Cannstatt werd het grootste deel van de adel van de Alemannen gearresteerd, beschuldigd van hoogverraad, veroordeeld en geëxecuteerd. Hun posities werden door Franken ingenomen. Kleinzoon Hnabi wist zijn vooraanstaande positie echter te behouden en was zelfs grootvader van Hildegard, de derde vrouw van Karel de Grote en moeder van Lodewijk de Vrome.